# Zacharia Dobrotă
Zacharia Dobrotă (n. 1872, Șeica-Mare - d. ?) a fost un delegat în Marea Adunare Națională de la Alba Iulia, organismul legislativ reprezentativ al „tuturor românilor din Transilvania, Banat și Țara Ungurească”, cel care a adoptat hotărârea privind Unirea Transilvaniei cu România, la 1 decembrie 1918.:p. 77

## Biografie
A lucrat la Palatul Justiției din București înainte de Primul Război Mondial. A fost inspector de poliție în Sibiu până în 1929 când s-a pensionat.

## Activitatea politică

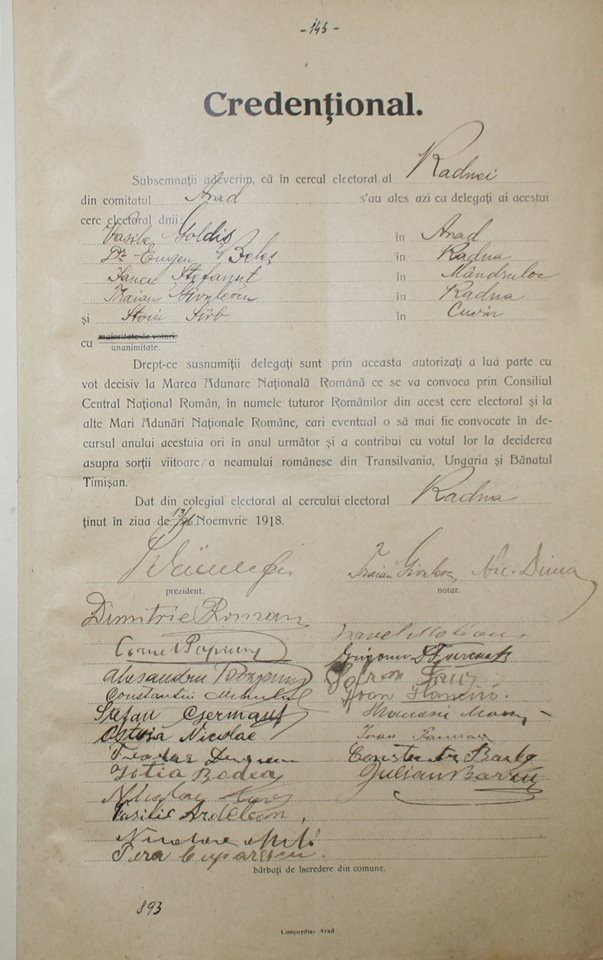
Credențional

După pensionare, Zacharia Dobrotă a fost numit inspector informativ în Ministerul Justiției. A fost delegat al Cercului Mediaș, județul Târnava Mare,  la  Marea Adunare Națională de la Alba Iulia.